# Onze Mondial
Onze Mondial és una revista francesa sobre futbol. Es va anomenar Onze fins que li van canviar el nom el 1989. Anualment, la revista premia el futbolista i l'entrenador europeu de l'any amb el guardó Onze d'Or.

## Història
Onze Mondial va néixer el gener de 1989 de la fusió de les revistes Onze (152 números des de 1976 fins al gener de 1989) i Mondial (106 números des de 1979 fins al gener de 1989). El primer número després de la fusió sortí el febrer de 1989 amb Stéphane Paille a la portada.
La revista es ven en més d'una dotzena de països, entre ells Alemanya, Suïssa, Bèlgica o el Canadà.